# Dán labdarúgó-szövetség
A Dán Labdarúgó-szövetség (dánul: Dansk Boldspil-Union [DBU]) Dánia nemzeti labdarúgó-szövetsége. 1889-ben alapították. A szövetség szervezi a dán labdarúgó-bajnokságot, illetve a dán kupát, emellett a szövetség működteti a dán labdarúgó-válogatottat, valamint a dán női labdarúgó-válogatottat. Székhelye Brøndbyben található.

## Történelme
1889-ben alapították. Alapítóként a  Nemzetközi Labdarúgó-szövetségnek (FIFA) 1904-től, az Európai Labdarúgó-szövetségnek (UEFA) 1954-től tagja. Fő feladata a nemzetközi kapcsolatokon kívül, a dán labdarúgó-válogatott férfi és női ágának, a korosztályos válogatottak, illetve a nemzeti bajnokság szervezése, irányítása. A működést biztosító bizottságai közül a Játékvezető Bizottság (JB) felelős a játékvezetők utánpótlásáért, elméleti (teszt) és cooper (fizikai) képzéséért.